# 태종무열왕릉비
경주 태종무열왕릉비(慶州 太宗武烈王陵碑)는 대한민국 경상북도 경주시 서악동, 무열왕릉에 있는 신라 중기(7세기)에 건립된 신라 태종무열왕의 능비(陵碑)이다. 무열왕릉비라고 약칭하기도 한다. 1962년 12월 20일 대한민국의 국보 제25호로 지정되었다.

## 개요
귀부(龜趺)의 길이 약 3.33미터, 폭 2.54미터, 이수(螭首)의 높이 약 1.1미터이다. 비신(碑身)은 현재 없고 귀부와 이수만이 남아 있는데 화강석으로 되었으며, 귀부는 장방형의 기석(基石) 위에 얹혀 있다. 이수는 6룡(龍)이 서로 능을 향해 구부리고 있는 모습으로 윤곽을 이루는데, 웅장한 구 자세는 당시 석조 예술의 뛰어난 솜씨를 잘 보여준다. 이수 중앙에는 김인문(金仁問)의 글씨로 전하는 ‘태종무열대왕지비(太宗武烈大王之碑)’라는 글이 전서(篆書)로 양각되어 있다.

### 조각수법
귀부의 머리는 거북모양으로 목은 높이 쳐들고 발을 기운차게 뻗고 있어 전체는 앞으로 전진하고 있다. 비좌(碑座)는 연꽃으로 이루어져 있고 귀갑은 4중의 육각형 귀갑문이 조각적인 수법으로 새겨져 있다. 이수는 좌우 3마리씩 놓여 있는 용이 서로 상대방의 앞발을 꼬리로 꼬아 전체는 좌우대칭형을 이루고 있으며, 다리, 용의 비늘 하나 하나가 조각되어 있다. 당시의 불상에서 볼 수 있는 충만한 조각성과 공통되는 점을 보여주며, 통일신라 초기의 조각들이 보여주는 이상화된 사실주의 양식의 대표작이라 할 수 있다.

## 사진

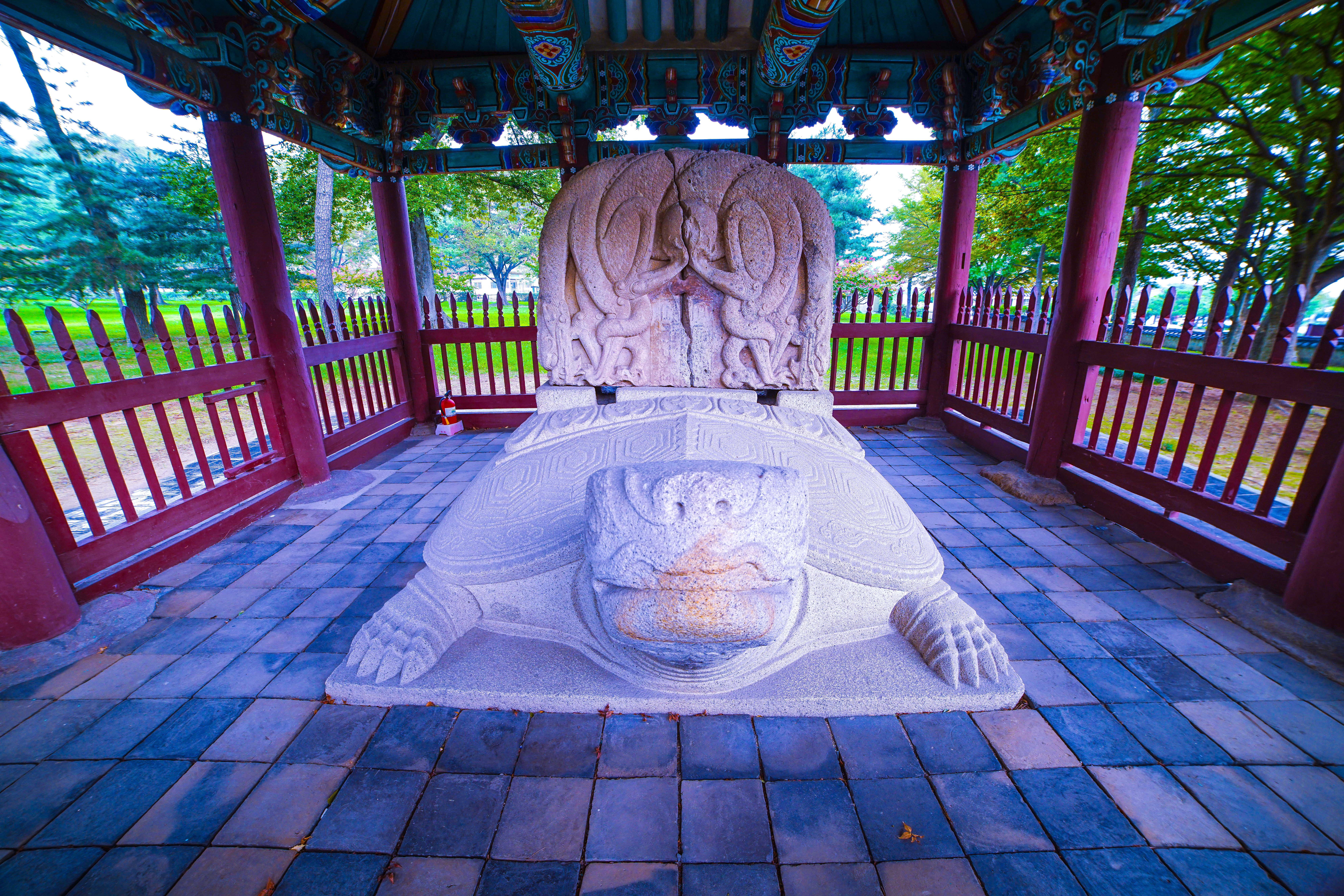
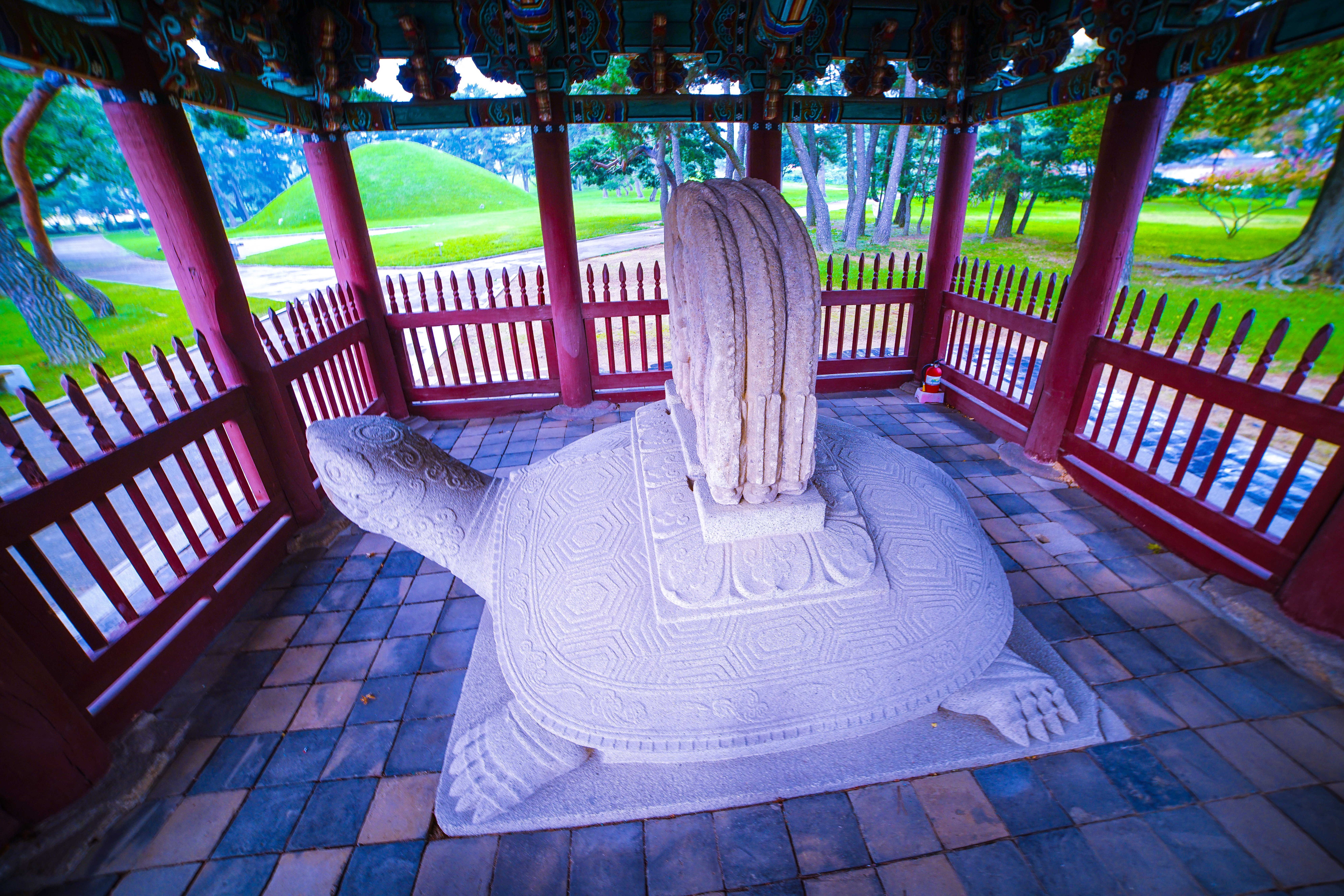
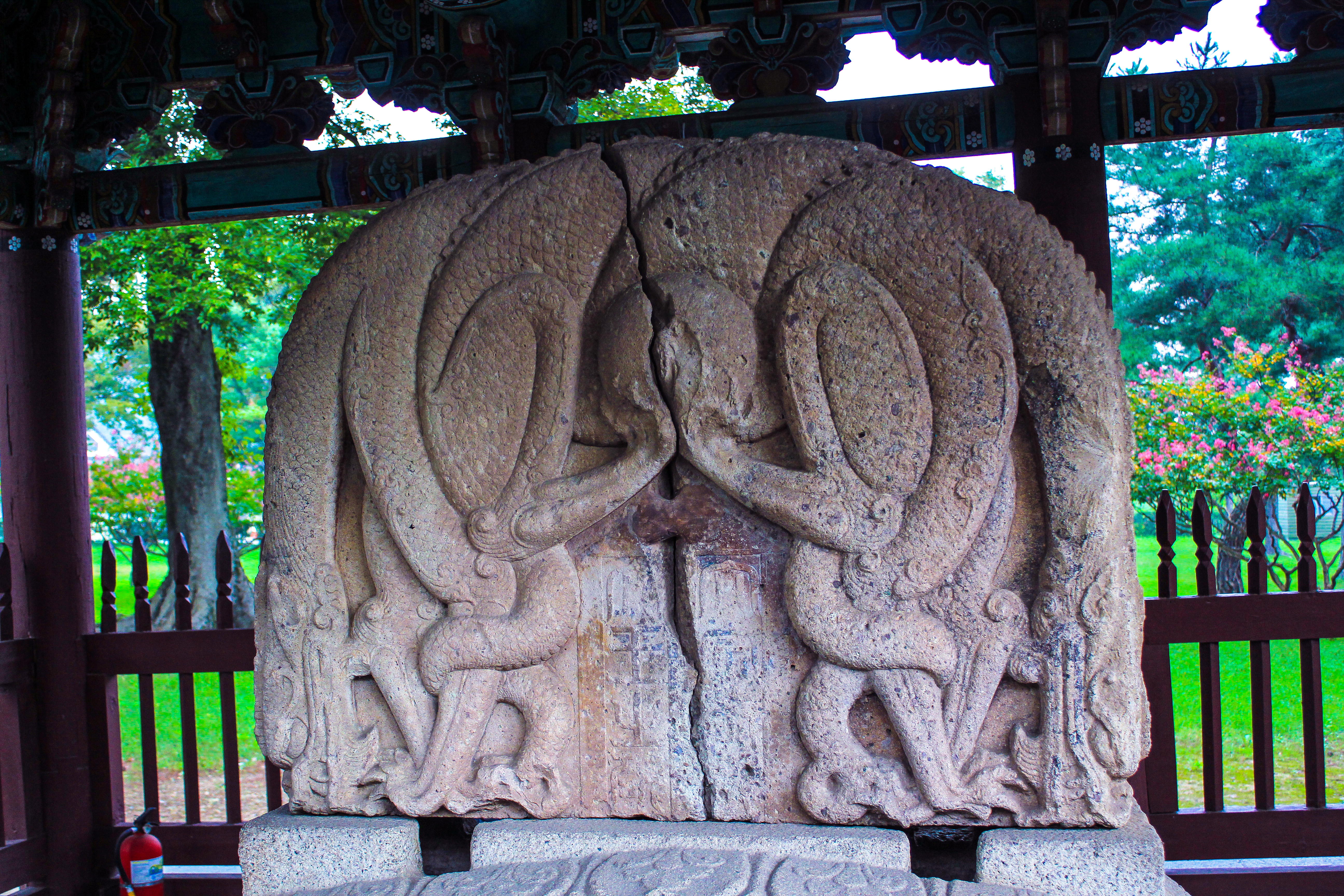
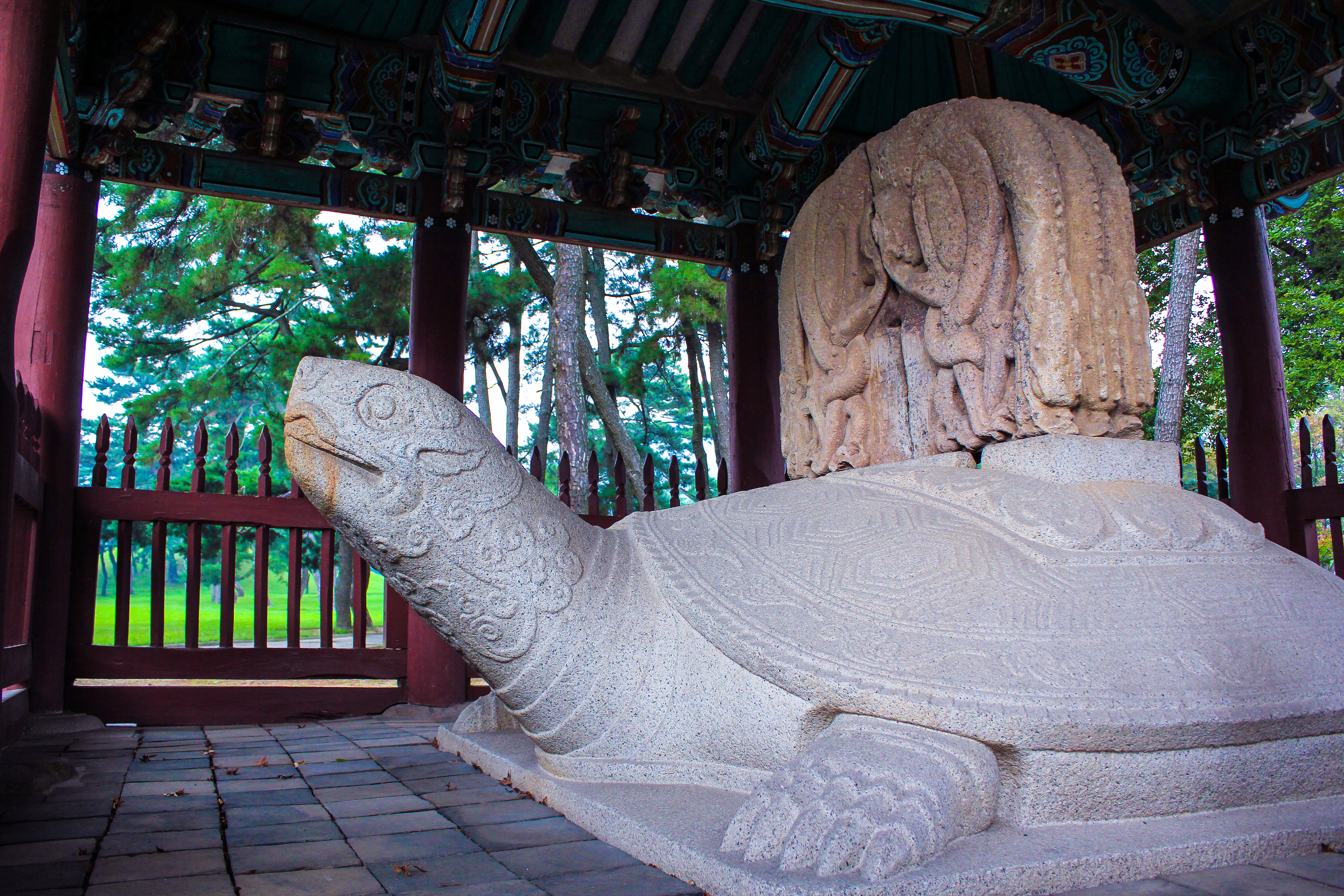
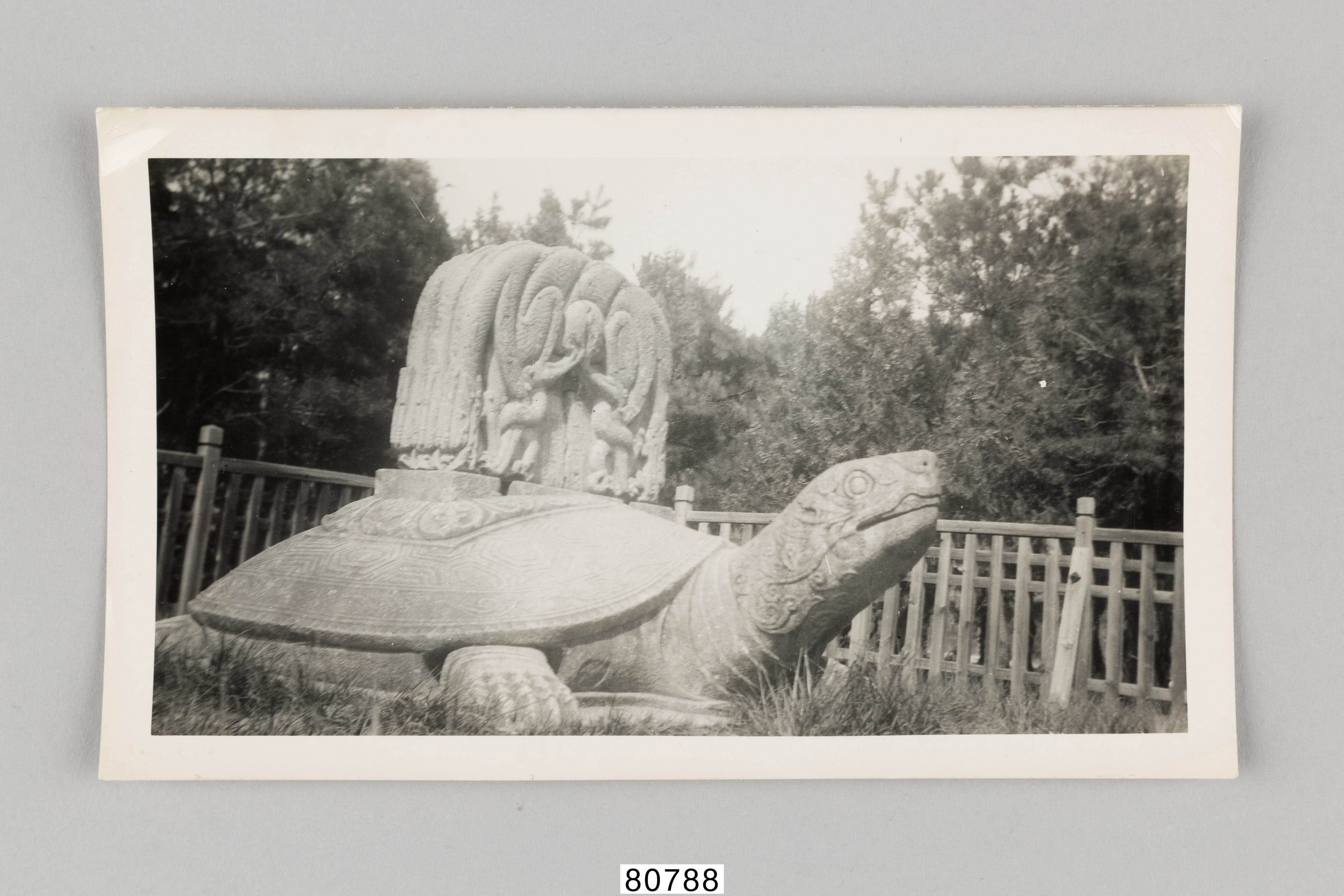

## 같이 보기
- 태종무열왕
- 경주 무열왕릉

## 참고 자료
- 경주 태종무열왕릉비 - 국가유산청 국가유산포털